# Cause for Conflict
Cause for Conflict – siódmy album studyjny grupy Kreator wydany w 1995 roku. Płyta dotarła do 48. miejsca listy Media Control Charts w Niemczech.

## Lista utworów
| Nr  | Tytuł utworu               | Długość |
| --- | -------------------------- | ------- |
| 1.  | „Prevail”                  | 3:59    |
| 2.  | „Catholic Despot”          | 3:23    |
| 3.  | „Progressive Proletarians” | 3:24    |
| 4.  | „Crisis of Disorder”       | 4:17    |
| 5.  | „Hate Inside Your Head”    | 3:39    |
| 6.  | „Bomb Threat”              | 1:47    |
| 7.  | „Men without God”          | 3:46    |
| 8.  | „Lost”                     | 3:35    |
| 9.  | „Dogmatic”                 | 1:27    |
| 10. | „Sculpture of Regret”      | 2:59    |
| 11. | „Celestial Deliverance”    | 3:15    |
| 12. | „Isolation”                | 11:54   |
|     |                            | 47:25   |

## Twórcy
- Mille Petrozza - gitara, śpiew
- Joe Cangelosi - perkusja
- Christian Giesler - gitara basowa
- Frank Gosdzik - gitara